# Aeroporti in Albania
La seguente è una lista di aeroporti in Albania:
| Aeroporto                          | Città        | ICAO | IATA | Coordinate          |
| Aeroporto di Gjadër                | Gjadër       | LAGJ |      | 41.8952°N 19.5987°E |
| Aeroporto di Argirocastro          | Argirocastro | LA10 |      | 40.0873°N 20.1531°E |
| Aeroporto di Coriza                | Coriza       | LAKO |      | 40.6457°N 20.7415°E |
| Aeroporto di Kuçovë                | Kuçovë       | LAKV |      | 40.7719°N 19.9019°E |
| Aeroporto di Kukës                 | Kukës        | LAKU | KFZ  | 42.0337°N 20.4158°E |
| Aeroporto di Saranda               | Saranda      | LASR |      |                     |
| Aeroporto di Scutari               | Scutari      | LASK |      |                     |
| Aeroporto Internazionale di Tirana | Tirana       | LATI | TIA  | 41.4147°N 19.7206°E |
| Eliporto di Tirana                 | Tirana       | LAFK |      | 41.3155°N 19.8855°E |
| Aeroporto di Valona                | Valona       | LAVL |      | 40.4761°N 19.4742°E |